# Etiopia na Zimowych Igrzyskach Olimpijskich 2010

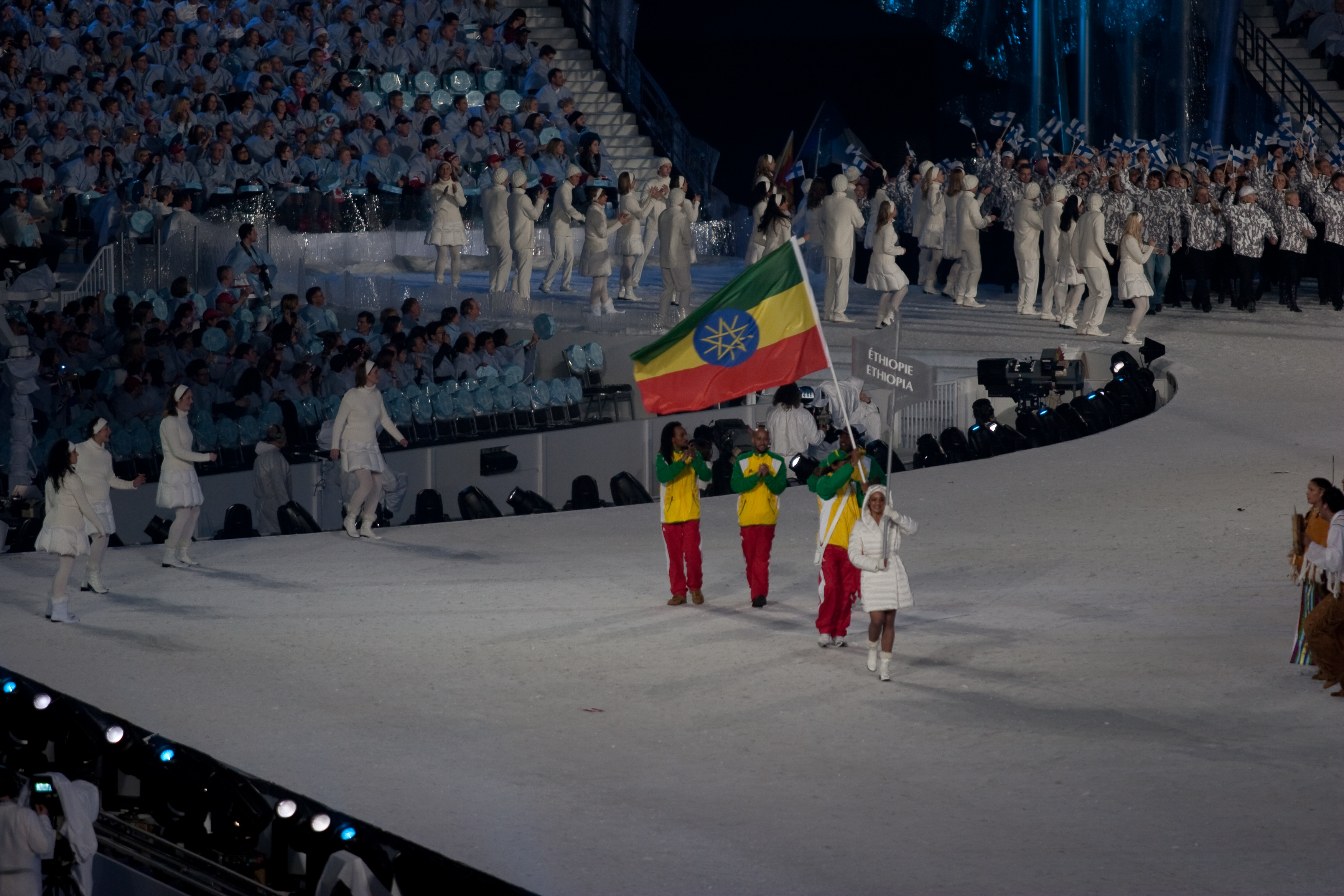
Reprezentacja Etiopii podczas uroczystości otwarcia Igrzysk

Etiopię na Zimowych Igrzyskach Olimpijskich 2010 reprezentował jeden zawodnik, Robel Zemichael Teklemariam, który wystartował w jednej konkurencji biegów narciarskich, biegu indywidualnym na 15 km stylem dowolnym, w której zajął 93. miejsce. Były to drugie igrzyska olimpijskie tego zawodnika, który w momencie startu miał 35 lat. Teklemariam był także chorążym reprezentacji Etiopii podczas ceremonii otwarcia.

## Konkurencje

### Biegi narciarskie
Etiopię w biegach narciarskich reprezentował jeden mężczyzna. Robel Zemichael Teklemariam wziął udział w jednej konkurencji, biegu indywidualnym stylem dowolnym na 15 km, w której zajął 93. miejsce wśród 95. sklasyfikowanych zawodników.

#### Mężczyźni
- Robel Zemichael Teklemariam[1]

| Wydarzenie                        | Zawodnik                    | Kwalifikacje | Kwalifikacje | Ćwierćfinały | Ćwierćfinały | Półfinały | Półfinały | Finały  | Finały  |
| Wydarzenie                        | Zawodnik                    | Czas         | Miejsce      | Czas         | Miejsce      | Czas      | Miejsce   | Czas    | Miejsce |
| --------------------------------- | --------------------------- | ------------ | ------------ | ------------ | ------------ | --------- | --------- | ------- | ------- |
| Bieg indywidualny stylem dowolnym | Robel Zemichael Teklemariam |              |              |              |              |           |           | 45:18.9 | 93.     |